# Kyōko Yoshine
Kyōko Yoshine (芳根京子, Yoshine Kyōko), née le 28 février 1997 à Tokyo (Japon), est une actrice japonaise.

## Filmographie partielle

### Cinéma
- 2015 : Jun, la voix du cœur (心が叫びたがってるんだ。, Kokoro ga Sakebitagatterunda.?) de Tatsuyuki Nagai (ja)
- 2018 : Kasane - La Voleuse de visage (累－かさね－, Kasane?) de Yūichi Satō (en)

### Télévision
- 2013 : Kamen Teacher (仮面ティーチャー, Kamen Tīchā?)
- 2018 : Princess Jellyfish (海月姫, Kuragehime?)
- 2019: チャンネルはそのまま、star tuned.